# Nick Mason
Nicholas Berkeley Mason, CBE (Birmingham, Inglaterra; 27 de enero de 1944), más conocido como Nick Mason, es un músico, productor, escritor, baterista y piloto de automovilismo británico, reconocido por su trabajo en el grupo inglés de rock progresivo Pink Floyd. Mason ha escrito conjuntamente algunas de las composiciones más populares de Pink Floyd como «Echoes» y «Time». Mason es el único miembro de Pink Floyd presente en cada uno de sus álbumes. Se estima que hasta 2010, el grupo ha vendido más de 250 millones de discos en todo el mundo.
También compite en eventos de carreras de automóviles, como las 24 Horas de Le Mans.
El 26 de noviembre de 2012, Mason recibió una Honorario Doctor en Letras de la Universidad de Westminster en la ceremonia de presentación de la Escuela de Arquitectura, Construcción y Medio Ambiente (había estudiado arquitectura en el predecesor de la Universidad, Regent Street Polythechnic, 1962-1967).

## Primeros años
Es hijo del director de cine documental Bill Mason, que nació en Birmingham, pero fue criado en Hampstead, Londres, y asistió a Frensham Heights School cerca de la Farnham, Surrey. Más tarde estudió en la Regent Street Polytechnic (ahora la Universidad de Westminster), donde se asoció con Roger Waters, Bob Klose y Rick Wright en 1964 para formar el antececesor de Pink Floyd, Sigma 6.

## Pink Floyd

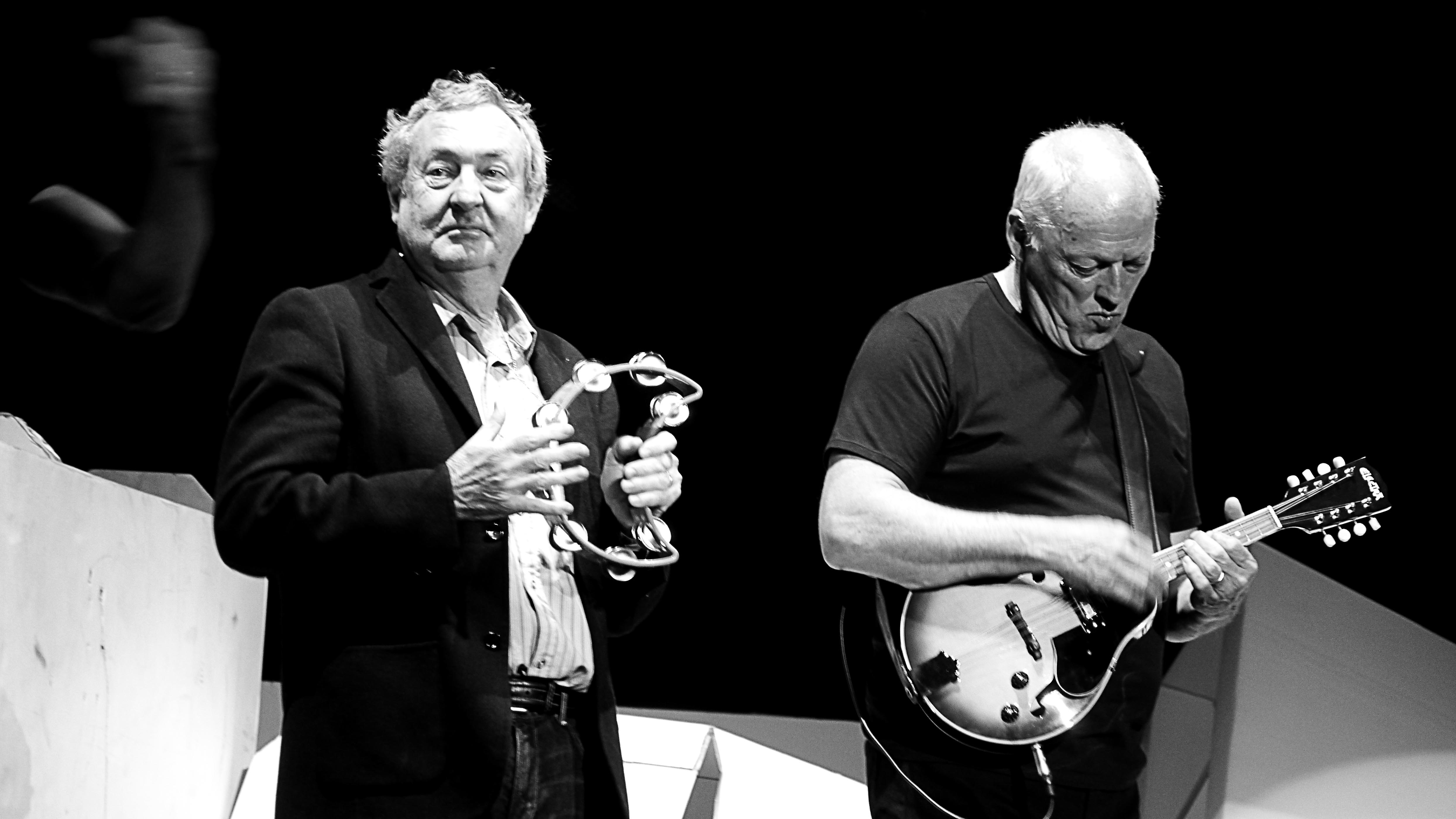
Nick Mason junto a David Gilmour en el concierto The Wall Live (2011)

Cuando Nick Mason estudiaba en la Regent Street Polytechnic, formó junto con Roger Waters, Bob Klose y Richard Wright en 1964 la banda Sigma 6, que posteriormente, tras la ida de Klose y la llegada de Syd Barrett, se convirtió en Pink Floyd. Desde entonces, permaneció en el grupo y, aunque es quien tuvo menos créditos en la composición de las canciones, fue el único miembro que apareció en todos los discos del grupo.
Ha trabajado también a través de su compañía Ten Tenths, como baterista y productor con músicos como Steve Hillage y Robert Wyatt, como baterista con Michael Mantler y como productor con The Damned. Mason colecciona automóviles clásicos, una afición heredada de su padre. Como fanático de Ferrari, posee diez automóviles de esta marca, y es común que las compañías de automóviles le ofrezcan modelos limitados de lujo que solo son construidos para contados clientes habituales.
En 1985 Roger Waters inició un juicio contra David Gilmour por los derechos del nombre Pink Floyd. Nick Mason permaneció con Gilmour durante todo ese tiempo hasta que en 1986 ambos ganaron los derechos sobre el nombre de la banda y su repertorio.
En julio del 2005 Mason junto con Gilmour, Richard Wright y, por primera vez en 24 años, Roger Waters, tocó nuevamente como Pink Floyd cuatro canciones en el concierto masivo Live 8 en Londres. Tras el reencuentro, Mason quedó en muy buenos términos con Roger Waters e incluso ya antes había tocado la batería en las dos últimas noches de la gira de Waters en 2002 para la canción de Pink Floyd «Set the Controls for the Heart of the Sun». En el 2006 Mason y Rick Wright participaron con David Gilmour durante su presentación en el Royal Albert Hall en Londres (aunque en realidad fue un show de David Gilmour). En 2007, esa misma formación tocó la canción «Arnold Layne» (primer sencillo de Pink Floyd) en el concierto tributo a Syd Barrett. Ese mismo año colaboró nuevamente con Roger Waters en algunos de los primeros conciertos de su gira Dark side of the Moon Live.

## Estilo
Fue uno de los primeros bateristas en la historia del rock en usar el doble pedal (pero nunca lo ha ocupado), algo muy común en estos días.[cita requerida]
Como compositor solo se le acreditan «Speak to Me» (The Dark Side of the Moon) y «The Grand Vizier's Garden Party» (Ummagumma), sin embargo, colaboraba con una de las «marcas registradas» de Pink Floyd, los efectos de sonidos o loops (antes de la invención de máquinas especializadas para ello). También se le atribuye piezas angulares en la historia de Pink Floyd, como «Echoes», «Time», «A Saucerful of Secrets», «One of These Days», «Atom Heart Mother», «Interstellar Overdrive», todos ellos compuestos por la banda.

## Discografía

### Con Nick Mason's Fictitious Sports
- Nick Mason's Fictitious Sports – 3 de mayo de 1981 (aparece como álbum de Mason pero en realidad es un disco de Carla Bley)

### Con Rick Fenn
- Profiles – 29 de julio de 1985
- White of the Eye – 1987 (banda sonora)
- Tank Mailing – 1988 (banda sonora)

### Canciones de Pink Floyd escritas por Mason
- «The Grand Vizier's Garden Party» (1969) (Ummagumma)
- «Speak To Me» (1973) (The Dark Side Of The Moon)

### Canciones de Pink Floyd coescritas por Mason
- «Nick's Boogie» (1967) (London '66–'67)
- «Pow R. Toc H.» (1967) (The Piper at the Gates of Dawn)
- «Interstellar Overdrive» (1967) (The Piper at the Gates of Dawn)
- «A Saucerful of Secrets» (1968) (A Saucerful of Secrets)
- «Careful with that Axe, Eugene» (1968) (cara B del sencillo «Point Me at the Sky»)
- «The Merry Xmas Song» (1969) (no publicado)
- «Up the Khyber» (1969) (Music from the Film More)
- «Party Sequence» (1969) (Music from the Film More)
- «Main Theme» (1969) (Music from the Film More)
- «Ibiza Bar» (1969) (Music from the Film More)
- «More Blues» (1969) (Music from the Film More)
- «Quicksilver» (1969) (Music from the Film More)
- «Dramatic Theme» (1969) (Music from the Film More)
- «Come In Number 51, Your Time Is Up» (1970) (Zabriskie Point)
- «Country Song» (1970) (Zabriskie Point)
- «Crumbling Land» (1970) (Zabriskie Point)
- «Heart Beat, Pig Meat» (1970) (Zabriskie Point)
- «Atom Heart Mother» (1970) (Atom Heart Mother)
- «Alan's Psychedelic Breakfast» (1970) (Atom Heart Mother)
- «One of These Days» (1971) (Meddle)
- «Seamus» (Meddle)
- «Echoes» (1971) (Meddle)
- «When You're In» (1972) (Obscured by Clouds)
- «Time» (1973) (The Dark Side of the Moon)
- «Any Colour You Like» (1973) (The Dark Side of the Moon)
- «Carrera Slow Blues» (1992) (La Carrera Panamericana)
- «Pan Am Shuffle» (1992) (La Carrera Panamericana)
- «Soundscape» (1995) (pista extra del álbum P·U·L·S·E)
- «Love Scene (Version 6)» (1997) (edición extendida de 1997 de Zabriskie Point)
- «Unknown Song» (1997) (edición extendida de 1997 de Zabriskie Point)
- «Love Scene (Version 4)» (1997) (edición extendida de 1997 de Zabriskie Point)
- «The Hard Way» (2011) (The Dark Side of the Moon (Immersion edition))
- «The Travel Sequence» (2011) (The Dark Side of the Moon (Immersion edition))
- «Sum» (2014) (The Endless River)
- «Skins» (2014) (The Endless River)

### Como productor
- Principal Edwards Magic Theatre – The Asmoto Running Band (1971)
- Principal Edwards Magic Theatre – Round One (1974)
- Robert Wyatt – Rock Bottom (1974)
- Gong – Shamal (1976)
- The Damned – Music for Pleasure (1977)
- Steve Hillage – Green (1978); Coproducido con Steve Hillage. Mason también toca la batería en «Leylines to Glassdom».

## Resultados

### 24 Horas de Le Mans
| Año     | Equipo                   | Copilotos                                        | Automóvil               | Clase    | Vueltas | Pos. | Pos. Clase |
| ------- | ------------------------ | ------------------------------------------------ | ----------------------- | -------- | ------- | ---- | ---------- |
| 1979    | Dorset Racing Associates | Brian Joscelyne Tony Birchenhough Richard Jenvey | Lola T297 Ford-Cosworth | S 2.0    | 260     | 18.º | 2.º        |
| 1980    | Dorset Racing Associates | Peter Clarke Martin Birrane                      | Lola T297 Ford-Cosworth | S 2.0    | 263     | 22.º | 3.º        |
| 1982    | EMKA Productions         | Steve O'Rourke Richard Down                      | BMW M1 Gr.5             | IMSA GTX | 266     | DNF  | DNF        |
| 1983    | Dome Racing              | Chris Craft Eliseo Salazar                       | Dome RC82 Ford-Cosworth | C        | 75      | DNF  | DNF        |
| 1984    | GTi Engineering          | Richard Lloyd René Metge                         | Porsche 956             | C1       | 139     | DSQ  | DSQ        |
| Fuente: |                          |                                                  |                         |          |         |      |            |

## Visión e inquietudes
En común con Roger Waters, Mason ha dado conciertos para recaudar fondos para la Countryside Alliance, un grupo que hizo campaña en contra de la prohibición de la caza del zorro con la Ley de Caza de 2004. En 2007 ambos actuaron en el castillo de Highclere en Hampshire en apoyo del grupo.
Es un miembro del consejo y copresidente de la Coalición Featured Artists' Coalition. como portavoz de la organización, Mason ha expresado su apoyo a los derechos de los músicos y ofreció asesoramiento a los artistas más jóvenes en una industria de la música que cambia rápidamente.
Mason se ha unido a Roger Waters en la expresión de apoyo al movimiento «Boicot, Desinversiones y Sanciones», campaña contra Israel por el conflicto palestino-israelí e instó a The Rolling Stones a no tocar en Israel en 2014. Mason se considera ateo.

## Libros
- Into the Red: 22 Classic Cars That Shaped a Century of Motor Sport (con Mark Hales) – 3 de septiembre de 1998 (primera edición), 9 de septiembre de 2004 (segunda edición).
- Inside Out: A Personal History of Pink Floyd – 28 de octubre de 2004.